# 12653 van der Klis
12653 van der Klis è un asteroide della fascia principale. Scoperto nel 1977, presenta un'orbita caratterizzata da un semiasse maggiore pari a 2,3749126 au e da un'eccentricità di 0,1388589, inclinata di 2,45468° rispetto all'eclittica.